# Polikarpov I-5
El Polikárpov I-5 (en ruso: Полика́рпов И-15) fue un caza monoplaza biplano sesquiplano, que llegó a ser caza estándar en la Unión Soviética, y estuvo en producción entre 1933 y 1936. Se construyeron en total 803 Polikárpov I-5, incluidos los prototipos.

## Desarrollo
El avión fue diseñado por Nikolái Polikárpov y asistido por el ingeniero Dmitri Grigoróvich durante su estancia en una sharashka, Oficina Especial de Diseño del OGPU (CKB-39 OGPU) en la prisión de Butyrka. El primer prototipo del compacto caza monoplaza monomotor fue construido en un tiempo récord en el transcurso del invierno de 1929-30. El vuelo inicial de este prototipo VT-11 (Vnutrenniya Tyurma-11, Prisión Interna) tuvo lugar el 29 de abril de 1930, pilotado por B.L. Bucholz. Escasamente un mes después, un segundo prototipo, bautizado Klim Voroshílov, alzaba el vuelo el 22 de mayo; en este segundo prototipo se reemplazó el motor original Gnome-Rhône Jupiter VII por el Bristol Jupiter VI, más adecuado para realizar operaciones a cotas baja y media. Los dos prototipos se diferenciaban en detalles menores respecto a la forma de la cola y a la construcción del tren de aterrizaje. Estas diferentes motorizaciones hicieron que los prototipos tuvieran diferencias también de peso, y por lo tanto, diferentes comportamientos en vuelo. El primero era más pesado y más rápido, mientras que el segundo tenía algo más de autonomía y un techo de vuelo mayor. El tercer prototipo, puesto en vuelo el 1 de julio de 1930, contaba con un motor radial M-15 carenado por un capó anular Townend (este grupo motopropulsor era una versión soviética del Jupiter VI).
El I-5 voló en unas evaluaciones comparativas con el Polikárpov I-6, un biplano de envergaduras desiguales básicamente similar al anterior que, diseñado para reemplazar al Polikarpov I-3, estaba propulsado por un motor radial Gnôme et Rhône Jupiter VI. La finalización del I-6 se retrasó a causa de la detención de Polikárpov. Un segundo prototipo del I-6, con un motor soviético M-22, voló junto al anterior durante la exhibición del 1º de mayo de 1930. Como resultado de los vuelos de pruebas comparativos, el I-6 fue finalmente rechazado en favor del I-5, de construcción más robusta.
Como Stalin quedó satisfecho con el resultado final, dejó en libertad al equipo de diseño y comenzó el ascenso de la carrera de Polikárpov, al cual llamaron el "rey de los cazas".

### Producción
En el transcurso de agosto y septiembre de 1930 fueron completados y puestos en vuelo siete aparatos de preserie, ya con la designación oficial I-5 y con motores radiales M-22. Al considerarse bueno el comportamiento en vuelo de los prototipos, hubo muy pocas modificaciones en los aviones de serie con respecto a aquellos.
A finales de 1932 se comenzó la producción masiva en la GAZ-21, con entregas a las unidades de combate en febrero de 1933. El avión recibió como armamento dos ametralladoras PV-1 de 7,62 mm, con una cinta de 600 disparos por arma. La cifra total de construcción, prototipos incluidos, alcanzó los 803 ejemplares.

### Construcción
El avión era un biplano monoplaza de envergaduras desiguales y con tren de aterrizaje fijo. Era de construcción mixta, con un fuselaje compuesto por un armazón de tubos de acero soldados recubierto con chapa de duraluminio remachada. El motor estaba montado en un mamparo realizado con tubos de acero soldados con la sección frontal del fuselaje, de paneles de duraluminio desmontables. Para facilitar el acceso a la suspensión del tren de cola, esta estaba recubierta también con paneles practicables, pero en este caso, estaban construidos de aluminio.
El ala superior estaba compuesta de tres secciones, con la sección media construida en duraluminio, y los extremos de madera. El ala inferior estaba también construida en madera. Todas las superficies móviles de control y la sección de cola estaban realizadas con material textil, sobre un bastidor metálico.

## Historia operacional

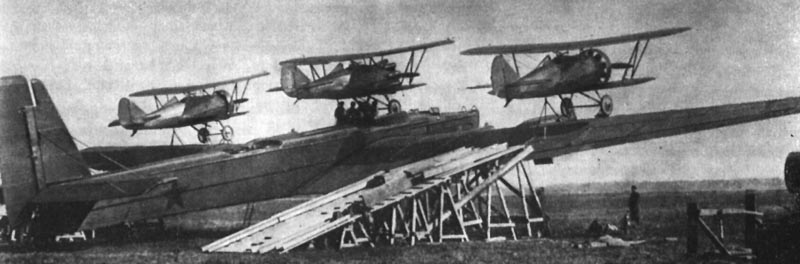
Proyecto Zvenó: tres I-5 sobre un Túpolev TB-3.

El Polikárpov I-5 entró en servicio en la Fuerza Aérea Soviética a finales de 1931, donde llegó a ser el caza estándar de sus fuerzas aéreas hasta 1936, reemplazando al Polikarpov I-3 y al Túpolev I-4. El I-5 comenzó a ser reemplazado por el Polikarpov I-15 desde 1935, y estuvo completamente fuera de las unidades de primera línea de la V-VS a finales de 1936, aunque continuó usándose como entrenador avanzado.
Algunos aparatos recibieron una inusual batería de cuatro ametralladoras PV-1 de 7,62 mm, armamento con el que también estuvieron dotados los aparatos de ataque I-5LSh que equiparon a dos unidades de la Flota del Mar Negro hasta 1940. Se evaluaron dos conversiones biplaza con doble mando, y algunos I-5 fueron utilizados en los experimentos de cazas parásitos en conjunción con bombarderos Túpolev TB-3 en el llamado proyecto Zveno.
Tras la Operación Barbarroja en junio de 1941, las graves pérdidas de aeronaves de combate de primera línea en la Unión Soviética, unidas a la interrupción de las líneas de fabricación, hicieron que el Polikárpov I-5 fuera retirado de su papel de entrenador y volviera a primera línea como avión de ataque a tierra o bombardero nocturno, participando en la defensa de Moscú y en Ucrania y Crimea, permaneciendo en activo hasta comienzos de 1942.
Además de los aparatos de primera línea usados como cazas y cazabombarderos, algunos I-5 sin armamento fueron usados por aero-clubs.

## Operadores
Unión Soviética
- Fuerza Aérea Soviética
- Aviación Naval Soviética

## Especificaciones
Referencia datos: El libro completo de los cazas

### Características generales
- Tripulación: Uno (piloto)
- Longitud: 6,8 m (22,2 ft)
- Envergadura: 10,2 m (33,6 ft)
- Altura: 3 m (9,8 ft)
- Superficie alar: 21,3 m² (228,7 ft²)
- Peso vacío: 930 kg (2049,7 lb)
- Peso máximo al despegue: 1350 kg (2975,4 lb)
- Planta motriz: 1× motor radial de 9 cilindros refrigerado por aire Shvetsov M-22.
  - Potencia: 358 kW (494 HP; 487 CV)
- Hélices: Bipala de duraluminio
- Diámetro de la hélice: 2,7 m

### Rendimiento
- Velocidad máxima operativa (Vno): 280 km/h (174 MPH; 151 kt)
- Alcance: 560 km (302 nmi; 348 mi)
- Techo de vuelo: 7500 m (24 606 ft) [2]

### Armamento
- Armas de proyectiles: 

  - 2 ametralladoras PV-1 de 7,62 mm
- Bombas: 

  - 2 bombas de 20 kg (44 lb)

## Aeronaves relacionadas

### Desarrollos relacionados
- Polikarpov I-15

### Aeronaves similares
- Boeing F3B
- Curtiss Falcon
- Bristol Bulldog
- Fairey Flycatcher
- Gloster Gamecock

### Secuencias de designación
- Secuencia ANT-_ (interna de Túpolev): ← ANT-9 - ANT-10 - ANT-11 - ANT-12 - ANT-13 - ANT-14 - ANT-16 →
- Secuencia I-_ (Cazas soviéticos, 1923-1940): ← I-2 - I-3 - I-4 - I-5 - I-6 - I-7 - I-8 →